# Keringőbogár-félék
A keringőbogár-félék (Gyrinidae) a rovarok osztályában a ragadozó bogarak (Adephaga) alrendjébe tartozó család. Mintegy 700 leírt fajukból Magyarországon 9 él.
A vizek felszínén csapatosan élő ragadozók. Elsősorban a vízfelszínre esett rovarokkal táplálkoznak. Elülső lábuk a zsákmány megragadásának eszköze, középső és hátsó lábaikkal úsznak. A két oldalon lévő lábak felülete nem pontosan egyforma, ezért úszás közben nem egyenes vonalban haladnak, hanem köröket, íveket írnak le, innen kapták magyar nevüket is. A lábak szerkezete lehetővé teszi, hogy az úszásra kifejtett energia igen hatékonyan hasznosuljon. Lábízeik egészen ellaposodtak, sőt szegélyükön lapos úszóserték is sorakoznak. Hátracsapáskor ezek a felületek legyezőszerűen szétterülnek, és hatalmas tolóerőt biztosítanak a bogárnak. Mikor azonban a láb előrefelé mozdul, a legyező összecsukódik, és az éle van elöl, így az előrecsapó láb felülete csupán 6 százaléka a hátracsapáskor kiterült láb felületének. Napfényes időben mozognak. Egyes fajaik (a hazaiak közül az Orectochilus villosus) azonban éjszaka aktívak.
Testük sötét, fénylő, általában csupasz, néha szőrös. Szemük felső és alsó részre osztott: a felsővel a levegőben, az alsóval a víz alatt látnak. A felszín kiesik a látóterükből, itt a rezgések észlelésére módosult csápjukkal tájékozódnak.
Hátsó pár lábuk hatalmas tolóerejű úszólábbá alakult: ellaposodott úszószőrök szegélyezik, amelyek hátrafelé mozogva kiterülnek, előrehúzva viszont keskeny élt képeznek. A víz alatt csak a középső lábukkal kapaszkodnak; elülső lábukkal a zsákmányt ragadják meg. A csíkbogárfélékhez hasonlóan repülni is tudnak: ehhez felkúsznak valamelyik parti növényen, kitárják szárnyfedőjüket, elevenen fel-le mozgatják potrohukat, majd a levegőbe emelkednek.
Lárváik vízi ragadozók.
Leggyakoribb magyarországi fajuk a közönséges keringőbogár (Gyrinus substriatus).

## Magyarországon előforduló genuszok és fajok
GYRININAE  Régimbart, 1882
Aulonogyrus  Motschulsky, 1853
Aulonogyrus concinnus (Klug, 1834) – szegélyes keringőbogár
Gyrinus  O. F. Müller, 1764
Gyrinus colymbus  Erichson, 1837 – recés keringőbogár
Gyrinus distinctus  Aubé, 1836 – keskeny keringőbogár
Gyrinus marinus  Gyllenhal, 1808 – érces keringőbogár
Gyrinus minutus Fabricius, 1798 – törpe keringőbogár
Gyrinus paykulli  Ochs, 1927 – karcsú keringőbogár
Gyrinus substriatus  Stephens, 1829 – közönséges keringőbogár
Gyrinus suffriani  Scriba, 1855 – nádi keringőbogár
ORECHTOCHILINAE  Régimbart, 1882
Orechtochilus  Dejean, 1833
Orechtochilus villosus (O. F. Müller, 1776) – szőrös keringőbogár